# Protocols OSI

Model OSI RM

Els protocols d'interconnexió de sistemes oberts són una família d'estàndards d'intercanvi d'informació desenvolupats conjuntament per la ISO i la ITU-T. El procés d'estandardització va començar l'any 1977.
Si bé el model OSI de set capes s'utilitza sovint com a referència per a l'ensenyament i la documentació, els protocols concebuts originalment per al model no van guanyar popularitat, i només X.400, X.500 i IS-IS han aconseguit durar. impacte. L'objectiu d'una suite de protocols d'estàndard obert ha estat assolit per la suite de protocols d'Internet, mantinguda per l'Internet Engineering Task Force (IETF).

## Visió general
La pila de protocols OSI s'estructura en set capes conceptuals. Les capes formen una jerarquia de funcionalitats que comença amb els components físics del maquinari fins a les interfícies d'usuari a nivell d'aplicació de programari. Cada capa rep informació de la capa superior, la processa i la passa a la següent capa. Cada capa afegeix informació d'encapsulació (capçalera) a la informació entrant abans de passar-la a la capa inferior. Les capçaleres generalment inclouen l'adreça d'origen i destinació, informació de control d'errors, identificació de protocols i paràmetres de protocol, com ara opcions de control de flux i números de seqüència.

## Capa 1: capa física
Aquesta capa només tracta els endolls i endolls físics i les especificacions elèctriques dels senyals.
Aquest és el mitjà per on es transmeten els senyals digitals. Pot ser parell trenat, cable coaxial, fibra òptica, sense fil o altres mitjans de transmissió.

## Capa 2: capa d'enllaç de dades
La capa d'enllaç de dades empaqueta bits en brut de la capa física en trames (paquets lògics i estructurats per a dades). S'especifica a la Rec. X.212 [ISO/IEC 8886], ITU-T Rec. X.222 i altres. Aquesta capa s'encarrega de transferir fotogrames d'un host a un altre. Pot ser que faci una comprovació d'errors. Aquesta capa també consta de dues subcapes: MAC i LLC.

## Capa 3: capa de xarxa
- Servei de xarxa sense connexió (CLNS) – ITU-T Rec. X.213 [ ISO/IEC 8348 ]. SCCP es basa en X.213.
- Protocol de xarxa sense connexió (CLNP) – ITU-T Rec. X.233 [ ISO/IEC 8473-1 ].
- Servei de xarxa orientat a la connexió (CONS) – ITU-T Rec. X.213 [ ISO/IEC 8348 ].
- Protocol de xarxa orientat a la connexió (X.25) – ITU-T Rec. X.233 [ ISO/IEC 8878 ]. Aquest és l'ús del protocol X.25 per proporcionar el CONS.
- Protocol de bytes ràpids de xarxa: ISO/IEC 14700
- End System to Intermediate System Routing Exchange Protocol (ES-IS) - ISO/IEC 9452 (reimprès a ).
- Protocol d'encaminament intradomini (IS-IS) de sistema intermedi a sistema intermedi - ISO/IEC 10589 (reimprès a ), adaptat posteriorment per al model TCP/IP.
- Protocol d'intercanvi d'informació d'encaminament del sistema final per utilitzar-lo amb ISO/IEC 8878 (SNARE) – ITU-T Rec. X.116 [ ISO/IEC 10030].

Aquest nivell s'encarrega de transferir dades entre sistemes d'una xarxa, utilitzant les adreces de la capa de xarxa de les màquines per fer un seguiment de les destinacions i fonts. Aquesta capa utilitza encaminadors i commutadors per gestionar el seu trànsit (control de flux de control, verificació d'errors, encaminament, etc.) Així que aquí pren totes les decisions d'encaminament, s'ocupa de la transmissió de dades d'extrem a extrem.

## Capa 4: capa de transport
Els serveis de transport en mode de connexió i en mode sense connexió s'especifiquen a la Rec. X.214 [ ISO/IEC 8072 ] ; el protocol que proporciona el servei en mode de connexió està especificat per la Rec. X.224 [ ISO/IEC 8073 ], i el protocol que proporciona el servei en mode sense connexió s'especifica a la Rec. X.234 [ ISO/IEC 8602 ].

## Capa 5: capa de sessió
- Servei de sessió – ITU-T Rec. X.215 [ISO/IEC 8326]
- Protocol de sessió orientat a la connexió – ITU-T Rec. X.225 [ISO/IEC 8327-1]
- Protocol de sessió sense connexió – ITU-T Rec. X.235 [ISO/IEC 9548-1]

La capa de sessió controla els diàlegs (connexions) entre ordinadors. Estableix, gestiona i finalitza les connexions entre l'aplicació local i remota. Proporciona l'operació full-duplex, half-duplex o simplex, i estableix procediments de control, ajornament, terminació i reinici. El model OSI va fer que aquesta capa fos responsable del tancament elegant de les sessions, que és una propietat del Protocol de control de transmissió, i també del punt de control i recuperació de sessions, que no s'utilitza habitualment a Internet Protocol Suite. La capa de sessió s'implementa habitualment de manera explícita en entorns d'aplicacions que utilitzen trucades de procediments remots.

## Capa 6: capa de presentació
- Servei de presentació – ITU-T Rec. X.216 [ISO/IEC 8822]
- Protocol de presentació orientat a la connexió – ITU-T Rec. X.226 [ISO/IEC 8823-1]
- Protocol de presentació sense connexió – ITU-T Rec. X.236 [ISO/IEC 9576-1]

Aquesta capa defineix i xifra/desxifra els tipus de dades de la capa d'aplicació. Protocols com MIDI, MPEG i GIF són formats de capa de presentació compartits per diferents aplicacions.

## Capa 7: capa d'aplicació

### Elements de servei d'aplicació comuna (CASE)
- Element de servei de control d'associació (ACSE) – ITU-T Rec. X.217 [ISO/IEC 8649], ITU-T Rec. X.227 [ISO/IEC 8650-1], ITU-T Rec. X.237 [ISO/IEC 10035-1].
- Element de servei de transferència fiable (RTSE) – ITU-T Rec. X.218 [ISO/IEC 9066-1], ITU-T Rec. X.228 [ISO/IEC 9066-2].
- Element de servei d'operacions a distància (ROSE) – Rec. X.219 [ISO/IEC 9072-1], ITU-T Rec. X.229 [ISO/IEC 9072-2]. TCAP està relacionat amb X.219.
- Element de servei de compromís, concurrència i recuperació (CCRSE)
- Element de servei d'intercanvi de seguretat (SESE)

Això fa un seguiment de com cada aplicació parla amb una altra aplicació. Les adreces de destinació i font estan vinculades a aplicacions específiques.

### Processos de sol·licitud
- Protocol comú d'informació de gestió (CMIP) – ISO 9596/X.700
- Serveis de directori (DS) - X.500, modificat posteriorment per a la pila TCP/IP com a LDAP
- Transferència, accés i gestió de fitxers (FTAM)
- Sistema de gestió de missatges (MHS) – X.400
- Protocol de terminal virtual (VT) - ISO 9040/9041
- Accés a la base de dades remota (RDA)
- Processament de transaccions distribuïts (OSI TP)
- Protocol de sol·licitud de préstec interbibliotecari (ILAP)
- Transferència i manipulació de documents (DTAM)
- Aplicació d'impressió de documents (DPA)
- Arxiu i recuperació de documents (DFR)